# Hillestad, Buskerud
Hillestad este o localitate din comuna Kongsberg, provincia Buskerud, Norvegia, cu o suprafață de 0,66 km² și o populație de 345 locuitori (2013).